# Маркклеберг (футбольний клуб)
«Футбольний клуб Маркклеберг» (нім. 1. FC Markkleeberg) — німецька футбольна команда з однойменного міста, Саксонія. Заснований 30 червня 1990 року, а вже в 1994 році через фінансові труднощі команду розформували.

## Відомі гравці
- Франк Рост
- / Владислав Новіков
- / Відмантас Вишняускас